# Regeringsformatie België 1938
Na de val van de regering-Janson (bestaande uit de socialistische BWP-POB, het Katholiek Blok en de Liberale Partij) op 13 mei 1938 ging de formatie van een nieuwe Belgische regering van start. De formatie duurde drie dagen en leidde tot de vorming van de regering-Spaak I.

## Verloop van de formatie

### Aanloop naar de formatie

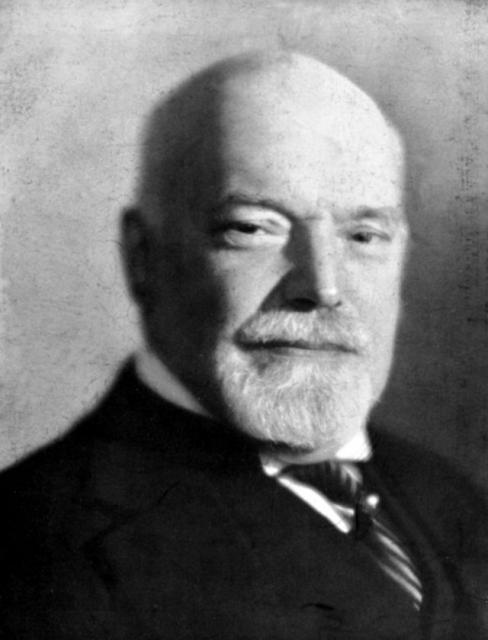
Paul-Emile Janson.

Eind 1937 belandde de Belgische economie in een diepe recessie. Hierdoor waren extra maatregelen nodig om de begroting op orde te houden. Minister van Financiën Hendrik de Man en zijn opvolger Eugène Soudan (beiden BWP) werkten vervolgens een verhoging van de belastingen uit, die in conservatieve en zakelijke milieus en bij het Katholiek Blok tot ongenoegen leidde. Op 6 mei 1938 stemde de commissie Financiën in de Kamer van volksvertegenwoordigers het wetsontwerp hierover weg, waardoor Janson onder druk kwam te staan om ontslag te nemen als premier. Janson besliste om opnieuw het vertrouwen te vragen van het parlement. Op 10 mei verdedigde hij samen met minister Soudan in de Kamer de belastingverhoging, waarna de Kamer op 11 mei opnieuw haar vertrouwen schonk aan de regering met 101 stemmen tegen 76 en 8 onthoudingen. Hierbij stemden meer dan de helft van de katholieke volksvertegenwoordigers en enkele liberale Kamerleden mee met de oppositie. 
Omdat ze zich niet langer gesteund voelden door hun partij, besloten de katholieke ministers (Hubert Pierlot, Charles du Bus de Warnaffe, Pierre De Smet en Hendrik Marck) op 12 mei ontslag te nemen uit de regering. De katholieken weigerden nieuwe ministers aan te duiden als er geen herschikking van de regering zou komen, waardoor Janson zich genoodzaakt zag om op 13 mei het ontslag van de regering aan te bieden. Koning Leopold III aanvaardde het ontslag en belastte de regering-Janson met de afhandeling van de lopende zaken.

### Formateur Paul-Henri Spaak (13 mei 1938)

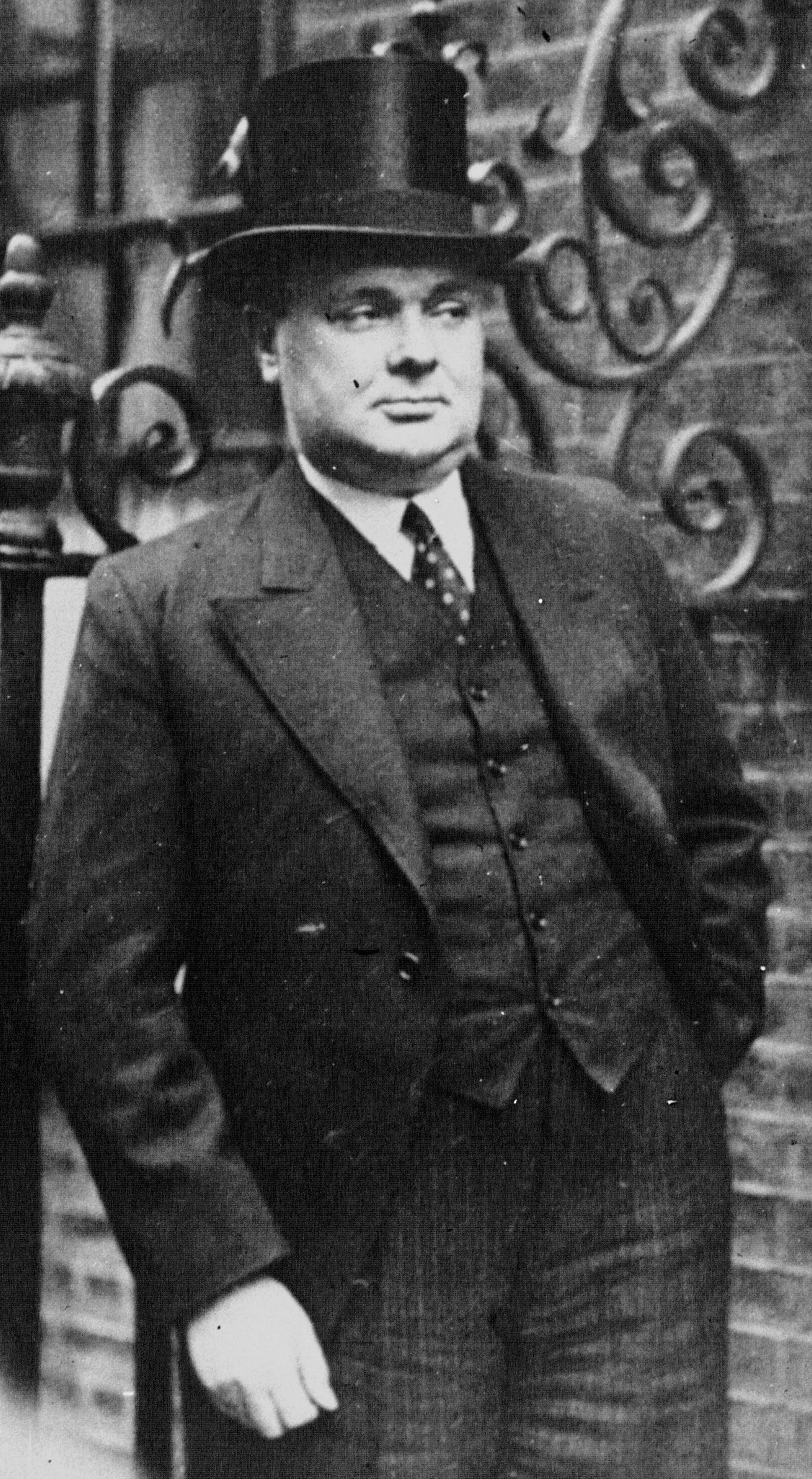
Paul-Henri Spaak.

Dezelfde dag nog ontbood de koning Adolphe Max, de voorzitter van de liberale Kamerfractie, Senaatsvoorzitter Romain Moyersoen en Kamervoorzitter Camille Huysmans, waarna minister van Buitenlandse Zaken Paul-Henri Spaak (POB) werd aangesteld als formateur. Spaak besloot om geen beroep te doen op de partijen om een programma uit te werken en zich rechtstreeks te wenden tot de kandidaat-ministers die hij voor ogen had. Het was zijn doel om een hernieuwde regering van nationale eenheid op de been te brengen, zij het met een beperktere samenstelling. Op 14 mei raakte bekend dat Spaak streefde naar een regering met elf ministers: vier katholieken, vier socialisten, twee liberalen en een onafhankelijke, minister van Landsverdediging Henri Denis. Dezelfde dag ontving hij een aantal politici die hij als minister wilde aanstellen: de ontslagnemende ministers Joseph Merlot (socialist), Hendrik Marck (katholiek), Désiré Bouchery (socialist), Octave Dierckx (liberaal) en Achille Delattre (socialist), senator Joseph Pholien (katholiek) en Kamerlid August Balthazar (socialist). Binnen de conservatieve afdeling van het Katholiek Blok en de Liberale Partij klonk gemor over het aantal ministers die ze zouden krijgen, maar niettemin bereikte Spaak op 15 mei een akkoord over de samenstelling van de regering. Naast de zeven eerder vermelde politici en Henri Denis maakten ook de liberale extraparlementair Max-Léo Gérard, de katholieke extraparlementair Paul Heymans en het katholieke Kamerlid Albert de Vleeschauwer deel uit van de regering. Dezelfde dag nog legden de 11 ministers van de regering-Spaak I de eed af. De regering telde een beperkt programma: de neutraliteitspolitiek bleef behouden, aan de sociale uitgaven werd niet geraakt en de regering  concentreerde zich hoofdzakelijk op het economisch herstel. Op 17 mei 1938 werd in het parlement de regeerverklaring voorgelezen, door premier Spaak in het Frans en door minister Marck in het Nederlands. De volgende dag schonk de Kamer haar vertrouwen aan de regering, de dag daarna deed de Senaat hetzelfde.
1919 · 1920 · 1921 · 1923 · 1924 · 1925 · 1926 · 1927 · 1929 · 1931 · mei 1932 · okt. 1932 · dec. 1932 · jun. 1934 · nov. 1934 · 1935 · 1936 · 1937 · 1938 ·  feb. 1939 · apr. 1939 · 1940 · 1944 · 1945 · feb-mrt 1946 · jul-aug 1946 · 1947 · 1948 · 1949 · jun 1950 · aug 1950 · 1952 · 1954 · jun. 1958 · nov. 1958 · 1961 · 1965 · 1966 · 1968 · 1971/72  · 1972/73 · 1974 · 1977 · 1978 · 1978/79 · apr.-mei 1980 · okt. 1980 · apr. 1981 · nov.-dec. 1981 · 1985 · oktober 1987 · 1987/88 · 1991/92 · 1995 · 1999 · 2003 · 2007 · 2008 · 2010/11 · 2014 · 2019/20 · 2024/25